# 伊宁站
伊宁站，位于中华人民共和国新疆维吾尔自治区伊犁哈萨克自治州伊宁市，是精伊霍铁路上的火车站，于2009年12月18日启用营运、2010年7月1日开通客运，现由乌鲁木齐铁路局霍尔果斯站管辖。

## 車站周邊
- 伊宁九城滑雪场
- 新疆特产批发城
- 新发地国际广场
- 众金酒店
- 海之星酒店
- 新发地国际酒店
- 蜜缘国际大酒店
- 伊犁·丝绸之路博物馆
- 伊宁海润大饭店
- 伊犁哈萨克自治州口岸管理处

## 歷史
- 2009年12月18日通车启用。[5]
- 2010年7月1日开通客运。[6][7]

## 旅客列车目的地
管內普速始發列車
| 车次                              | 目的地   |
| --------------------------------- | -------- |
| C8742、C8746、C8748、C8750、K6704 | 烏魯木齊 |
| K9631、K9633、K9635               | 霍爾果斯 |
| K9718                             | 和田     |

## 外部連結
- 中国铁路客户服务中心（页面存档备份，存于）